# Karsten Vilmar

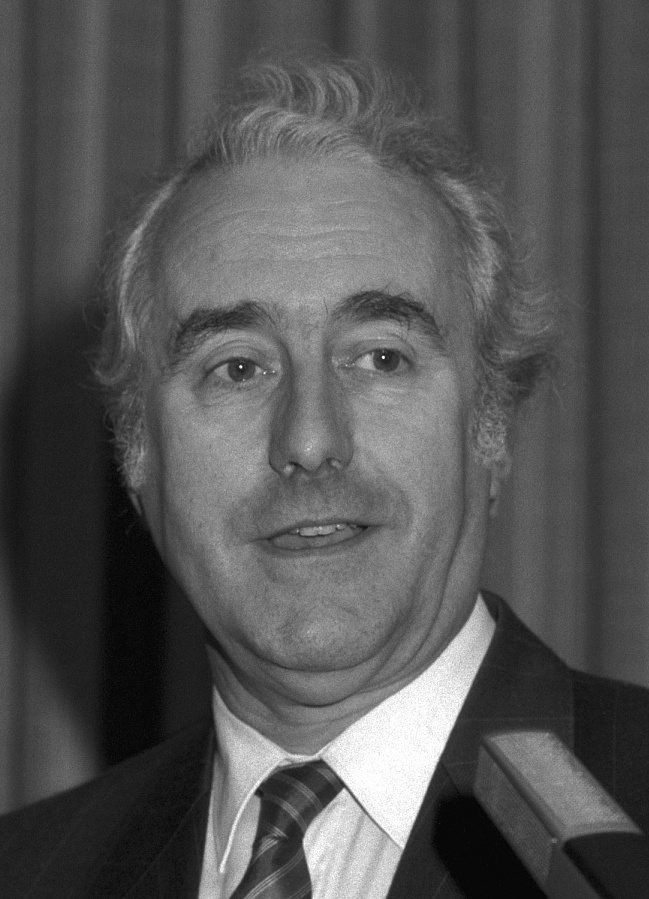
Karsten Vilmar (1980)

Karsten Vilmar (* 24. April 1930 in Bremen; † 16. Oktober 2024 ebenda) war ein deutscher Chirurg und Standespolitiker. Er war von 1978 bis 1999 Präsident der Bundesärztekammer (BÄK).

## Leben
Nach dem Besuch des Alten Gymnasiums und dem Abitur 1950 in Bremen studierte Karsten Vilmar an der Ludwig-Maximilians-Universität München Medizin. Nach dem Staatsexamen und der Promotion 1955 arbeitete er in Bremen in mehreren Kliniken. Von 1964 bis 1996 war er leitender Oberarzt der Unfallchirurgischen Klinik des Zentralkrankenhauses Sankt-Jürgen-Straße. 
Ab 1968 war er zunächst als Mitglied der Delegiertenversammlung der Ärztekammer Bremen berufspolitisch aktiv. Von 1975 bis 1979 war er Bundesvorsitzender der Ärztegewerkschaft Marburger Bund und von 1976 bis 1996 Präsident der Ärztekammer Bremen. Von 1975 bis 1978 war er Vizepräsident und anschließend bis 1999 Präsident der Bundesärztekammer und des Deutschen Ärztetages. Darüber hinaus war Vilmar in einer Reihe weiterer Organisationen Mitglied und führend aktiv. Im Zusammenhang mit der Kontroverse um die Liberalisierung des Schwangerschaftsabbruchs bestritt Vilmar, dass es „in einem so reichen Staat wie der BRD eine Notwendigkeit zum Schwangerschaftsabbruch aus sozialer Notlage“ geben könne. Vilmar kritisierte eine „Vollkaskomentalität“ im Gesundheitswesen und verlangte mehr Selbstverantwortung. Die Krankenkassen sollten nur bezahlen, was gemäß Sozialgesetzbuch V „ausreichend, zweckmäßig, notwendig, wirtschaftlich“ sei. Vilmar verlangte ein Werbeverbot und einen Gesundheitszuschlag für Alkohol und Tabakwaren. Er befürwortete Zusatzversicherungen für Extremsportler. 1998 wurde der von Karsten Vilmar geprägte Begriff „sozialverträgliches Frühableben“ zum Unwort des Jahres gekürt. Ursprüngliche Absicht des Arztes war es, die Sparpläne der Bundesregierung zu kritisieren, allerdings seien nach Meinung der Juroren im Kontext Ironie und Satire in blanken Zynismus umgeschlagen.
In der Debatte der 1980er Jahre um die Rolle der Medizin im Nationalsozialismus behauptete Vilmar, „die große Mehrheit der Ärzte“ habe sich auch „im Dritten Reich selbstlos für eine auch unter schwierigsten Bedingungen möglichst gute Versorgung der Patienten eingesetzt, oft unter Gefahr für das eigene Leben“. Medizinhistoriker widersprachen diesen verharmlosenden Aussagen daraufhin öffentlich.
Vilmar war verheiratet und Vater zweier Söhne. Im Oktober 2024 starb er im Alter von 94 Jahren.

## Ehrungen
- 1979: Ehrenvorsitzender des Marburger Bundes – Bundesverband
- 1979: Ehrenreflexhammer des Marburger Bundes – Bundesverband
- 1980: Verdienstorden der Italienischen Republik
- 1989: Ehrennadel der Deutschen Angestellten-Gewerkschaft (DAG)
- 1992: Ehrenmitglied der Vereinigung Nordwestdeutscher Chirurgen
- 1995: Ehrenmitglied des Bundesverbandes Deutscher Schriftsteller-Ärzte
- 1996: Ehrenmitglied der MOTESZ[12] – Verband der ungarischen medizinischen wissenschaftlichen Gesellschaften
- 1996: Ehrenvorsitzender des Marburger Bundes – Landesverband Bremen
- 1997: Ehrendoktorwürde durch die Medizinische und Pharmazeutische Universität Victor Babeș
- 1997: Ehrenkreuz der Bundeswehr in Gold
- 1998: Ehrenmitglied der Deutschen Gesellschaft für Unfallchirurgie
- 1998: Goldmedaille des Staatspräsidenten der Republik Ungarn
- 1999: Ehrenpräsident der Bundesärztekammer und des Deutschen Ärztetages
- 2000: Paracelsus-Medaille
- 2002: Wolfgang-Müller-Osten-Medaille des Berufsverbandes der deutschen Chirurgen
- 2004: Ehrendoktorwürde durch die Universität Pyongyang (Nordkorea)[13]